# Georges Darboy
Georges Darboy (16. ledna 1813 Fayl-Billot – 24. května 1871 Paříž) byl francouzský římskokatolický kněz, biskup v Nancy (1859–1863) a arcibiskup pařížský (1863–1871). V roce 1864 se stal senátorem. Byl popraven za Pařížské komuny.

## Život
Georges Darboy byl vysvěcen na kněze dne 17. prosince 1836 a později se stal vikářem kostela Notre-Dame v Saint-Dizier a profesorem v kněžském semináři v Langres.
V roce 1845 se stal pomocným knězem u karmelitánů v Paříži a kaplanem na Lyceu Jindřicha IV. Zanedlouho byl povýšen do funkce kanovníka u katedrály Notre-Dame, generálního vikáře a arciděkana baziliky Saint-Denis. Rovněž byl jmenován apoštolským protonotářem.
V roce 1859 byl jmenován biskupem v Nancy. S biskupstvím v Nancy je spjat titul primase lotrinského. Dne 10. ledna 1863 byl jmenován pařížským arcibiskupem a na místě biskupa v Nancy - primase lotrinského jej vystřídal Mons. Lavigerie. O rok později byla dokončena rekonstrukce katedrály pod vedením Viollet-le-Duca. Ač představitel katolické církve, jako galikanista podporoval politiku císaře Napoleona III. proti ultramontanistům. V roce 1864 byl jmenován senátorem. Vzhledem ke svým politickým názorům nebyl nikdy jmenován kardinálem. Rovněž opustil spolu s jinými před ukončením první vatikánský koncil, neboť nesouhlasil s definicí tzv. papežské neomylnosti.
Během Pařížské komuny 4. dubna 1871 byl zatčen a uvězněn ve věznici Mazas. Byl zastřelen jako rukojmí 24. května ve vězení Roquette. Po pádu komuny mu byl vystrojen státní pohřeb.
Později byl na jeho počest postaven kostel Saint-Georges de la Villette na Avenue Simon-Bolivar v 19. obvodu.